# تیا آلتاراس
تیا آلتاراس (انگلیسی: Thea Altaras; ۱۱ مارس ۱۹۲۴ – ۲۸ سپتامبر ۲۰۰۴) معمار اهل آلمان بود.